# 1964-es polgárjogi törvény
Az 1964-es Polgárjogi Törvény (angolul: Civil Rights Act of 1964, Pub.L. 88–352, 78 Stat. 241, hatályba lépett 1964. július 2-án) az Egyesült Államok mérföldkőnek számító polgárjogi és munkaügyi törvénye, amely tiltja a rassz, bőrszíni, vallási, nemi és nemzeti származáson alapuló diszkriminációt. Tiltja a választói regisztrációs követelmények egyenlőtlen alkalmazását, a faji szegregációt az iskolákban és a közszállásokon, valamint a foglalkoztatási diszkriminációt. A törvény „továbbra is az amerikai történelem egyik legjelentősebb jogalkotási eredménye”.
Kezdetben a törvény végrehajtására adott hatáskörök gyengék voltak, de ezeket a későbbi években kiegészítették. A Kongresszus az Egyesült Államok Alkotmányának számos különböző része alapján érvényesítette törvényhozási hatáskörét, elsősorban az I. cikk 8. szakaszának kereskedelmi záradékában felsorolt jogkörét az államközi kereskedelem szabályozására, a 14. módosításában foglalt kötelességét, hogy minden állampolgár számára egyenlő védelmet biztosítson a törvények tekintetében, valamint a 15. módosításában foglalt kötelességét a szavazati jogok védelmére.
A törvényjavaslatot John F. Kennedy elnök javasolta 1963 júniusában, de a Szenátusban obstrukcióval ellenezték. Miután 1963. november 22-én Kennedyt meggyilkolták, Lyndon B. Johnson elnök egyre erőszakosabban próbálta a Kongresszusra erőltetni a törvényjavaslatot. Az Egyesült Államok Képviselőháza 1964. február 10-én fogadta el a javaslatot, majd 72 napos obstrukció után 1964. június 19-én az Egyesült Államok Szenátusa is jóváhagyta. A végső szavazás a Képviselőházban 290–130, a Szenátusban pedig 73–27 arányban született. Miután a Képviselőház elfogadta a későbbi szenátusi módosítást, Johnson elnök 1964. július 2-án a Fehér Házban aláírta az 1964. évi polgárjogi törvényt.

## Következmények

### Politikai következmények

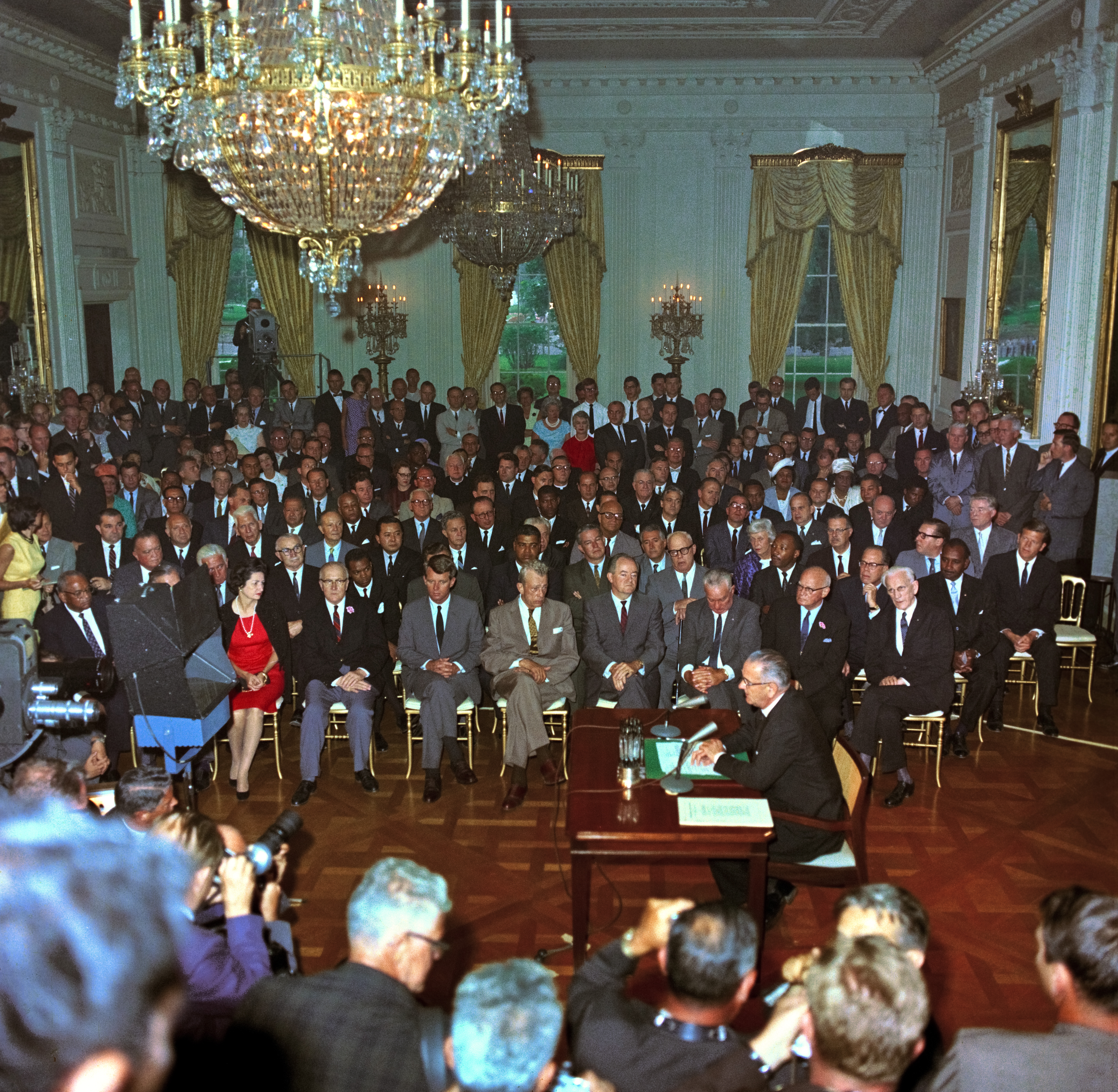
Lyndon B. Johnson amerikai elnök televíziós kamerába beszél a Polgárjogi Törvény aláírásakor 1964-ben.

A törvényjavaslat megosztotta mindkét fő amerikai politikai pártot, és hosszú távú változást idézett elő mindkét párt támogatottságának demográfiai összetételében. Kennedy elnök felismerte, hogy a törvényjavaslat támogatása azzal a kockázattal járna, hogy elveszíti a dél elsöprő támogatását a Demokrata Pártban. Mind Robert F. Kennedy legfőbb ügyész, mind Johnson alelnök szorgalmazta a polgárjogi törvényjavaslat bevezetését. Johnson azt mondta Kennedy segédjének, Ted Sorensennek, hogy „Tudom, hogy nagyok a kockázatok, és elveszíthetjük a délt, de az ilyen államokat amúgy is elveszíthetjük.” Richard Russell Jr. szenátor később figyelmeztette Johnson elnököt, hogy a polgárjogi törvényjavaslat iránti határozott támogatása következtében „nemcsak a délt, de a választást is elveszítheted.” Johnson azonban az amerikai történelem egyik legnagyobb fölényével nyerte meg az 1964-es elnökválasztást. A dél, amelynek öt államát is elnyerték a republikánusok 1964-ben, az 1990-es évekre a Republikánus Párt fellegvárává vált.
Bár mindkét párt többsége megszavazta a törvényjavaslatot, voltak figyelemre méltó kivételek. Bár ellenezte a kényszerszegregációt, az 1964-es republikánus elnökjelölt, Barry Goldwater arizonai szenátor a törvényjavaslat ellen szavazott, megjegyezve: „Az erkölcsöt nem lehet törvénybe iktatni.” Goldwater támogatta a polgárjogi törvények elfogadására irányuló korábbi kísérleteket 1957-ben és 1960-ban, valamint a fejadót betiltó 24. alkotmánymódosítást. Kijelentette, hogy az 1964-es törvényjavaslattal szembeni ellenzésének oka a II. cím volt, amely véleménye szerint sérti az egyéni szabadságot és az államok jogait. A déli államok demokratái és republikánusai ellenezték a törvényjavaslatot, és egy sikertelen 60 munkanapos obstrukciót vezettek, köztük idősebb Albert Gore (D–TN) és J. William Fulbright (D–AR) szenátorok, valamint Robert C. Byrd (D-WV) szenátor, aki személyesen 14 órán át folyamatosan akadályozta a folyamat befejezését.

## Fordítás
Ez a szócikk részben vagy egészben  a   Civil Rights Act of 1964 című angol Wikipédia-szócikk ezen változatának fordításán alapul.  Az eredeti cikk szerkesztőit annak laptörténete sorolja fel. Ez a jelzés csupán a megfogalmazás eredetét és a szerzői jogokat jelzi, nem szolgál a cikkben szereplő információk forrásmegjelöléseként.